# Christopher Columbus Langdell
Christopher Columbus Langdell (22. května 1826 – 6. července 1906) byl americký právník a právní teoretik, který působil jako děkan Harvard Law School mezi lety 1870 až 1895.
Odkazem, který po sobě děkan Langdell zanechal, jsou vzdělávací a administrativní reformy na Harvard Law School. Provedení těchto reforem bylo jedním z úkolů, kterými Langdella pověřil prezident Hardardovy univerzity Charles Eliot. Předtím než se Langdell ujal svého úřadu, bylo studium práva čistě řemeslnou záležitostí a studenti se pouze učili, co právo je. Langdell aplikoval na výuku práva principy pragmatismu, což vedlo k tomu, že studenti byli nuceni používat své vlastní schopnosti uvažování k tomu, aby pochopili, jak je možné aplikovat právo v jednotlivých případech. Tento dialektický proces dnes nazýváme případové studie. Ty se staly jednou z primárních pedagogických metod na amerických právnických školách. Případové studie přejaly i další disciplíny jako ekonomie, veřejná správa a vzdělávání. Kromě zmíněné inovace ve vzdělávání se Langdell zasloužil o zavedení přísných meritokratických zásad při hodnocení uchazečů o studium. Za tyto počiny je Christopher Langdell považován za "pravděpodobně nejvlivnějšího učitele v historii profesního vzdělávání Spojených států amerických." 

## Život
Christopher Langdell se narodil ve městě New Boston ve státě New Hampshire do rodiny s anglickými a skotsko-irskými předky. V letech 1845–48 navštěvoval Phillips Exeter Academy, léta 1848–50 strávil na Harvard College a v letech 1851–54 studoval práva na Harvard Law School. Za studentských let působil na Harvard Law School jako jeden z prvních knihovníků. Od roku 1854 do roku 1870 se věnoval právní praxi v New York City a byl téměř neznámým právníkem, když byl jmenován profesorem na Harvard Law School. Krátce na to se Christopher Langdell stal děkanem právnické fakulty. V čele fakulty vystřídal Theophila Parsonse, do jehož díla Treatise on the Law of Contracts z roku 1853 přispěl Langdell za svých studentských let.  Roku 1875 získal titul LL.D.
Christopher Langdell rezignoval na funkci děkana v roce 1895, o pět let později byl jmenován emeritním profesorem. V roce 1903 pojmenovala Harvard Law School na jeho počest profesuru na Langdell Professorship of Law (podobně před tím byla pojmenována podle jednoho z nejúspěšnějších absolventů, kterým byl Nathan Dane, na Dane Professorship of Law ). Christopher Langdell zemřel 6. července 1906 v Cambrige ve státě Massachusetts, a po jeho smrti byla největší budova kampusu Harvard Law School pojmenována na Langdell Hall. V Langdell Hall nalezneme největší akademickou knihovnu s právními texty na světě. 
Langdelovým největším úspěchem byla reforma správy Harvard Law School. V soukromé korespondenci z 13. dubna 1915 píše Charles Eliot: "Vedle rekonstrukce Zdravotnické školy v letech [18]70 a [18]71 a dlouhého boje za rozvoj volebního systému byl nejlepší věc, jakou jsem kdy pro Harvardovu univerzitu udělal to, že jsem dal Langdellovi na starost Právnickou školu."

## Vliv na právnické vzdělávání
Nejvýznamnějším počinem děkana Langdella bylo zavedení výuky práva pomocí případových studií. Do roku 1890 nebyla tato metoda ve Spojených státech nikým využívána, dnes je považována za jednu ze základních metod. Dále je také zajímavé, že standardní studijní plány pro první ročníky na všech amerických právnických fakultách - Závazkové právo, Majetkové právo, Torty (Občanskoprávní delikty), Trestní právo a Civilní právo procesní - zůstávají povětšinou nezměněné od prvních studijních plánů, které zavedl Christopher Langdell.
Langdell, který pocházel z poměrně neznámé rodiny, si byl také vědom faktu, že studenti z privilegovaných vrstev často dostávají lepší známky čistě proto, že jsou z vyšších vrstev a mají vyšší sociální status. Děkan Langdell na tuto skutečnost reagoval zavedením takzvaného známkování na slepo, které se dnes běžně používá na amerických právnických fakultách a nezvýhodňuje studenty z vážených rodin nebo studenty, kteří se s profesory znají z dřívějška, oproti ostatním.

## Dílo
- Selection of Cases on the Law of Contracts (1871, první kniha, která se používala při výuce případových studií, doplněna v roce 1877)
- Cases on Sales (1872)
- Summary of Equity Pleading (1877, 2nd ed., 1883)
- Cases in Equity Pleading (1883)
- Brief Survey of Equity Jurisdiction (1905)